# Acanthochitona retrojecta
Acanthochitona retrojecta är en blötdjursart som först beskrevs av Henry Augustus Pilsbry 1894.  Acanthochitona retrojecta ingår i släktet Acanthochitona och familjen Acanthochitonidae. Inga underarter finns listade i Catalogue of Life.